# 17 Tammouz
Le dix-septième jour du mois de tammouz (hébreu : שבעה עשר בתמוז Shiva Assar BeTammouz) est, dans le judaïsme rabbinique, l'un des quatre jeûnes publics institués par les prophètes.
Correspondant selon la tradition rabbinique au « jeûne du quatrième mois » évoqué dans le Livre de Zacharie, il commémore une série de calamités ayant frappé le peuple judéen et inaugure la période des trois semaines.
Le jeûne est en vigueur de l'aube au crépuscule, sans restrictions d'activité.

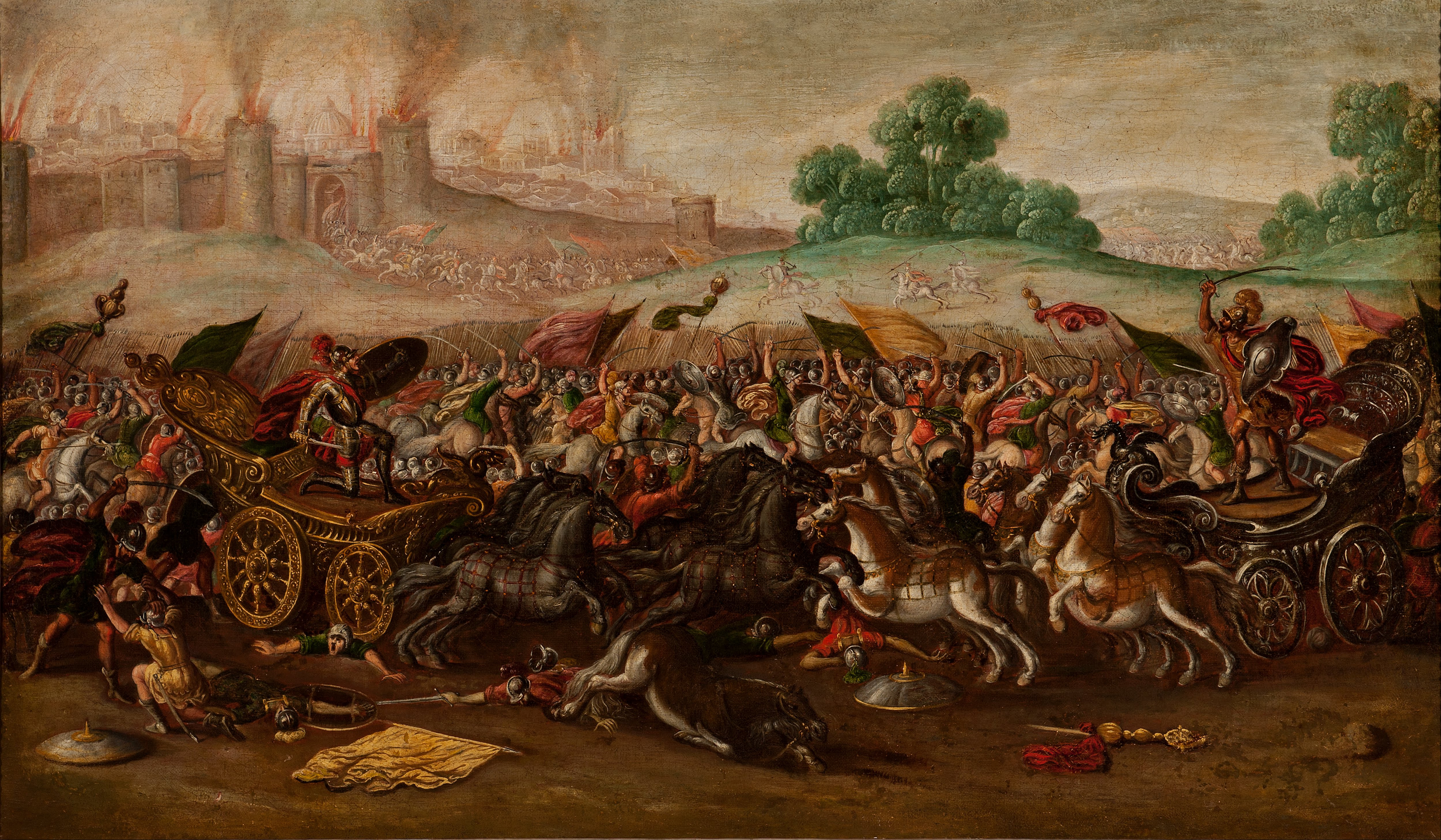
L'armée de Nebuchadnezzar’s brùle Jérusalem. (c. 1630–1660)

## Le 17 tammouz dans les sources juives
La source biblique du jeûne est une prophétie de Zacharie pour les temps messianiques, où il annonce que « le jeûne du quatrième mois, le jeûne du cinquième, le jeûne du septième et le jeûne du dixième se changeront pour la maison de Juda en jours d’allégresse et de joie. »
Il est probable que Zacharie ait en tête le 17 tammouz, jour où la première brèche est apparue dans l'enceinte de Jérusalem lors du siège de la ville par Nabuchodonosor. Cependant, selon les Sages, le « jeûne du quatrième mois » a lieu au dix-septième jour de ce mois, car cinq calamités sont tombées sur le peuple juif en ce jour :
- le péché du veau d'or et le bris des premières tables de la Loi ;
- l'érection d'une idole dans le sanctuaire du Second Temple de Jérusalem par Antiochus Epiphane
- l'interruption du korban tamid (offrande perpétuelle) lors du siège babylonien de Jérusalem, pour la première fois dans l'histoire ;
- la crémation d'un rouleau de la Torah par le chef militaire romain Apostamos[5]
- la première brèche dans la muraille d'enceinte de Jérusalem au cours du siège romain de Jérusalem (et, selon le Talmud de Jérusalem, également lors du siège de Nabuchodonosor mais les habitants de Jérusalem, l'esprit embrumé par le deuil, se seraient trompés de date[6]).

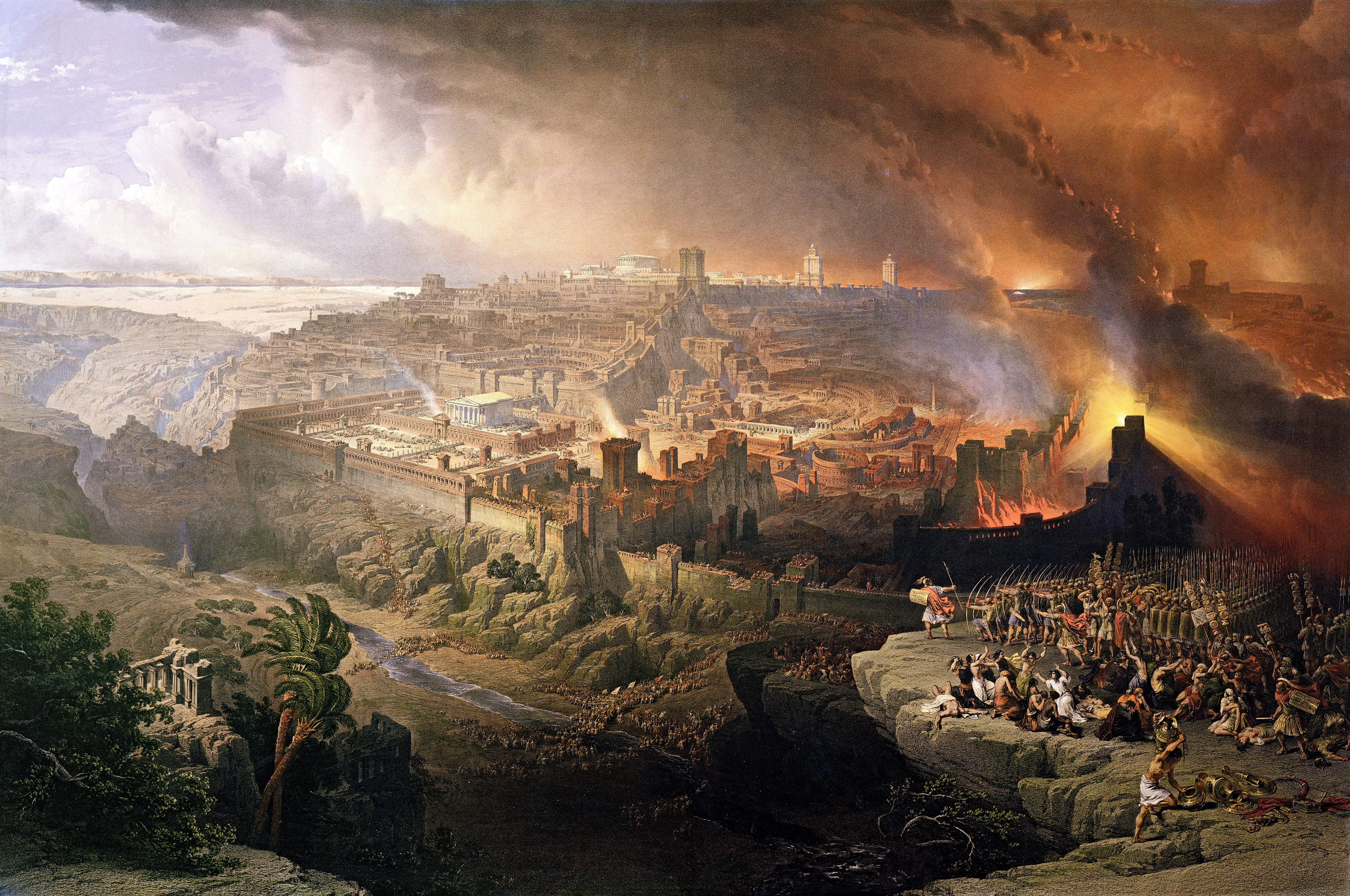
"Le siège et la destruction de Jérusalem par les Romains sous le commandement de Titus. Œuvre du peintre David Roberts.

## Observance du 17 tammouz dans le judaïsme rabbinique

### Jeûne
Les calamités du 17 tammouz sont commémorées par l'un des quatre jeûnes publics instaurés par les prophètes. Ce jeûne a, comme Yom Kippour, pour but d'inciter au repentir. À la différence de ce dernier et, théoriquement, du 10 tevet, il doit être repoussé au dimanche suivant ou avancé au jeudi s'il coïncide avec un chabbat.
Il est observé de l'aube au crépuscule et il est permis de manger la nuit, qui précède. 
Il marque un tel deuil qu'il doit être observé par les mariés dans la semaine qui suit leur mariage mais les femmes enceintes ou allaitantes et les malades en sont dispensés.

### Liturgie
Le jeûne du 17 tamouz étant public, il donne lieu à une bénédiction particulière aux jours de jeûne, Anenou (« réponds-nous »), intercalée dans la prière lors des offices de prière du matin et de l'après-midi. Dans la prière individuelle, les orants l'incluent dans la bénédiction shome'a tefila (sans hatima). Au cours de la répétition de la prière par l'officiant, celui-ci la récite après la bénédiction goël Israël (avec hatima).
La prière du Tahanoun inclut les selihot, poèmes liturgiques implorant le pardon divin (les rites ashkénaze et sfard ajoutent en outre la récitation de l’Avinou Malkenou). Trois hommes sont appelés pour la lecture de la Torah dans la parasha (section de lecture) vayehal Moshe (Exode 32:11-14 et 34:1-10), dans laquelle Moïse intercède en faveur de son peuple après la faute du Veau d'or.
Lors de l'office de l'après-midi, les rites ashkénaze, sfard, géorgien et italien font suivre cette lecture de la haftara (section de lecture dans les Livres prophétiques) Darshou Hashem (Isaïe 55:7 - 56:8).

## Observance du jeûne du quatrième mois dans le karaïsme
Les Karaïtes, membres d'un courant juif rejetant l'autorité de la Torah orale, contestent les enseignements de la Mishna.
Ils rapportent les quatre jeûnes de Zacharie à la destruction du Temple de Salomon et à l'exil de Babylone. Dans cette optique, le jeûne du quatrième mois commémore la brèche des murailles de Jérusalem lors du siège babylonien, au neuvième jour du quatrième mois.
Le jeûne a donc lieu, pour les Karaïtes, le 9 tammouz (une tradition rabbinique rapporte que les pharisiens observaient également le jeûne du quatrième mois lors du 9 tammouz mais que cette pratique fut abolie lors de la destruction du Second Temple,). Ils considèrent, au même titre que les Rabbanites, la période entre le 9 tammouz et le 10 av comme une période de deuil ; les Karaïtes d’Égypte s’abstenaient en ces jours de viandes, de mariages et de toute autre occasion joyeuse.

## Observance du jeûne du quatrième mois dans la tradition des Beta Israël
Les Beta Esraël d’Éthiopie, dépositaires d’un judaïsme pré-rabbinique en voie de disparition à la suite de leur acceptation massive du judaïsme orthodoxe, observaient le jeûne de tammouz au neuvième jour du mois et le jeûne d’av au dix-septième jour, semblant donc invertir les dates par rapport au calendrier rabbinique.